# Hesperantha

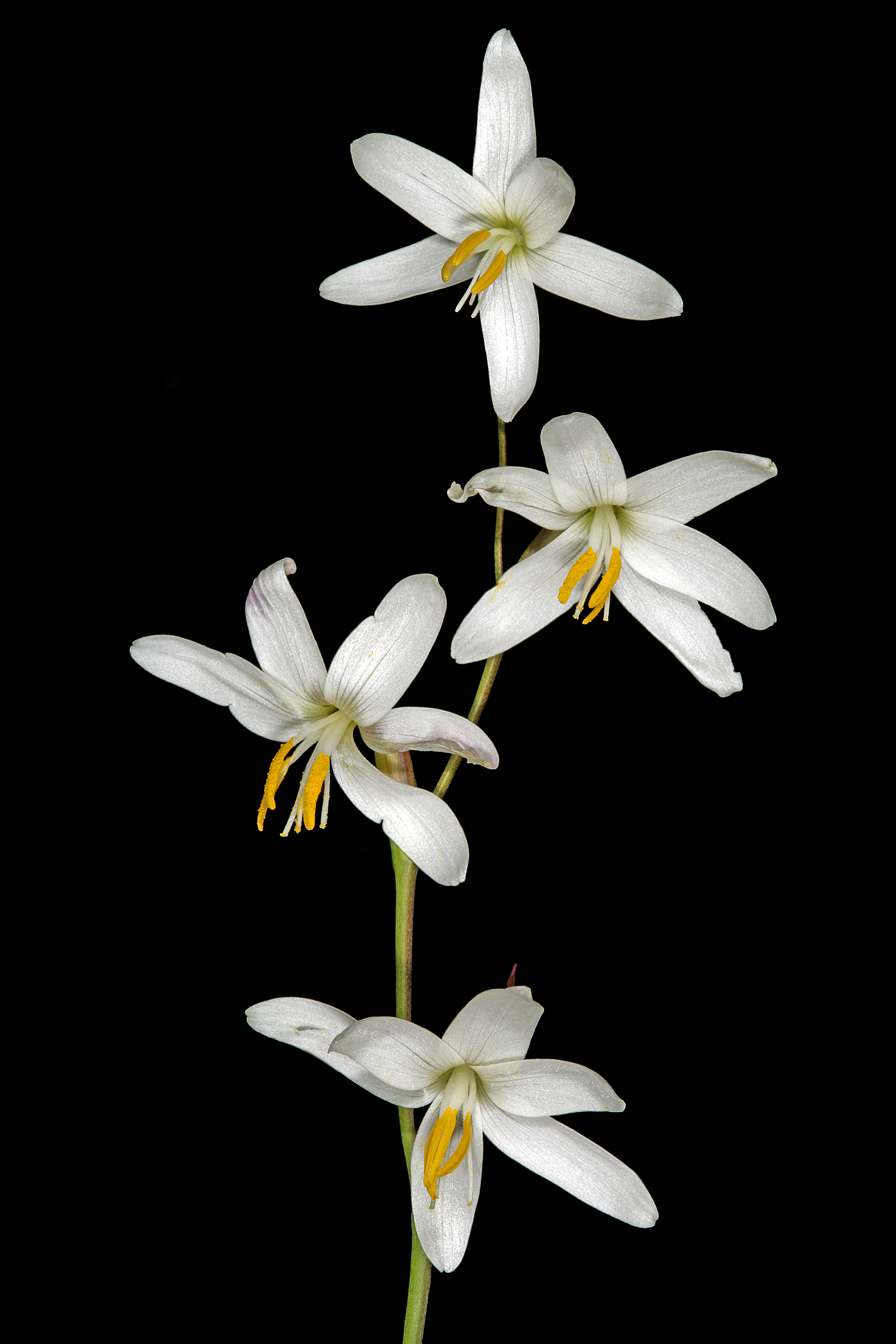
H. bachmannii

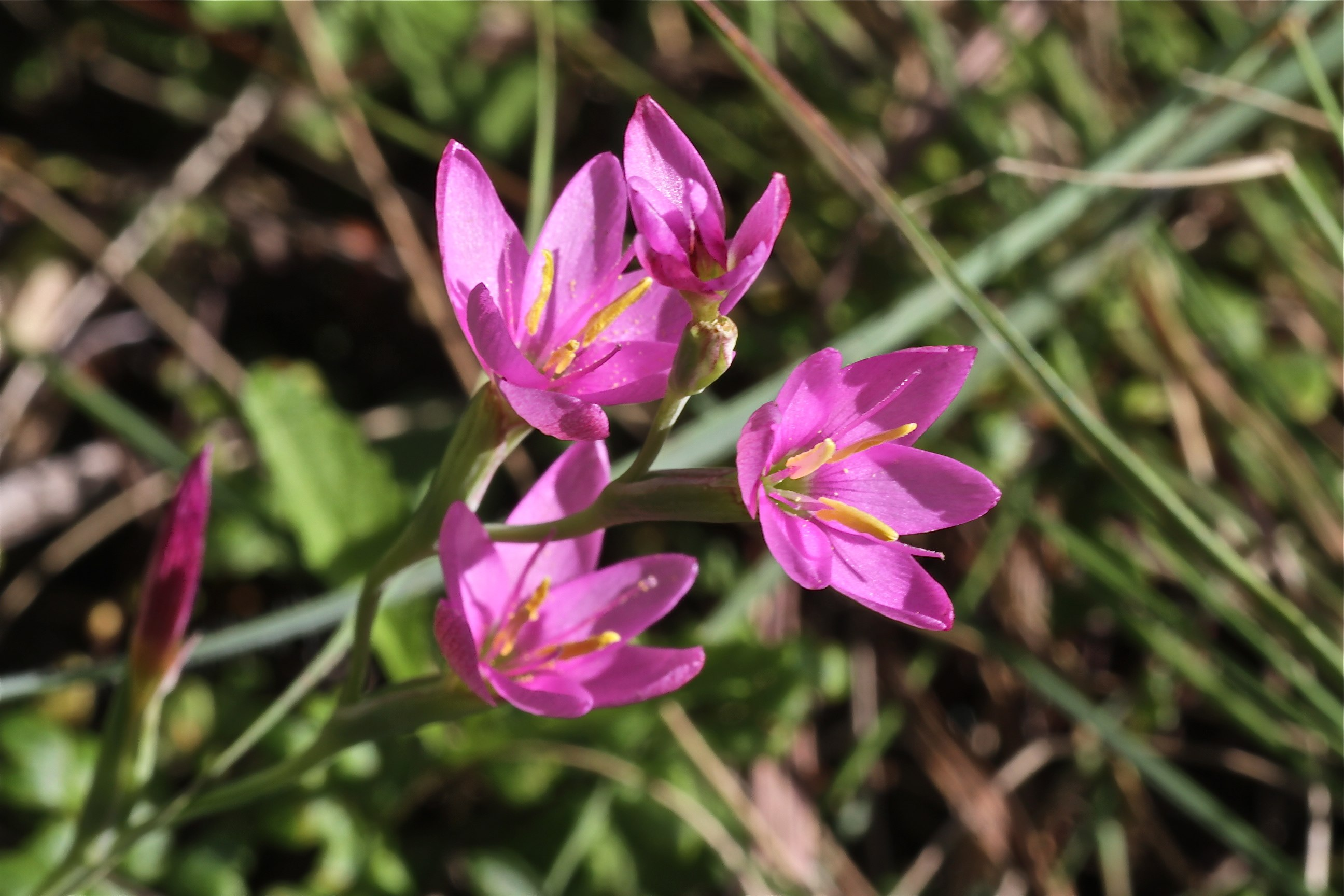
H. baurii

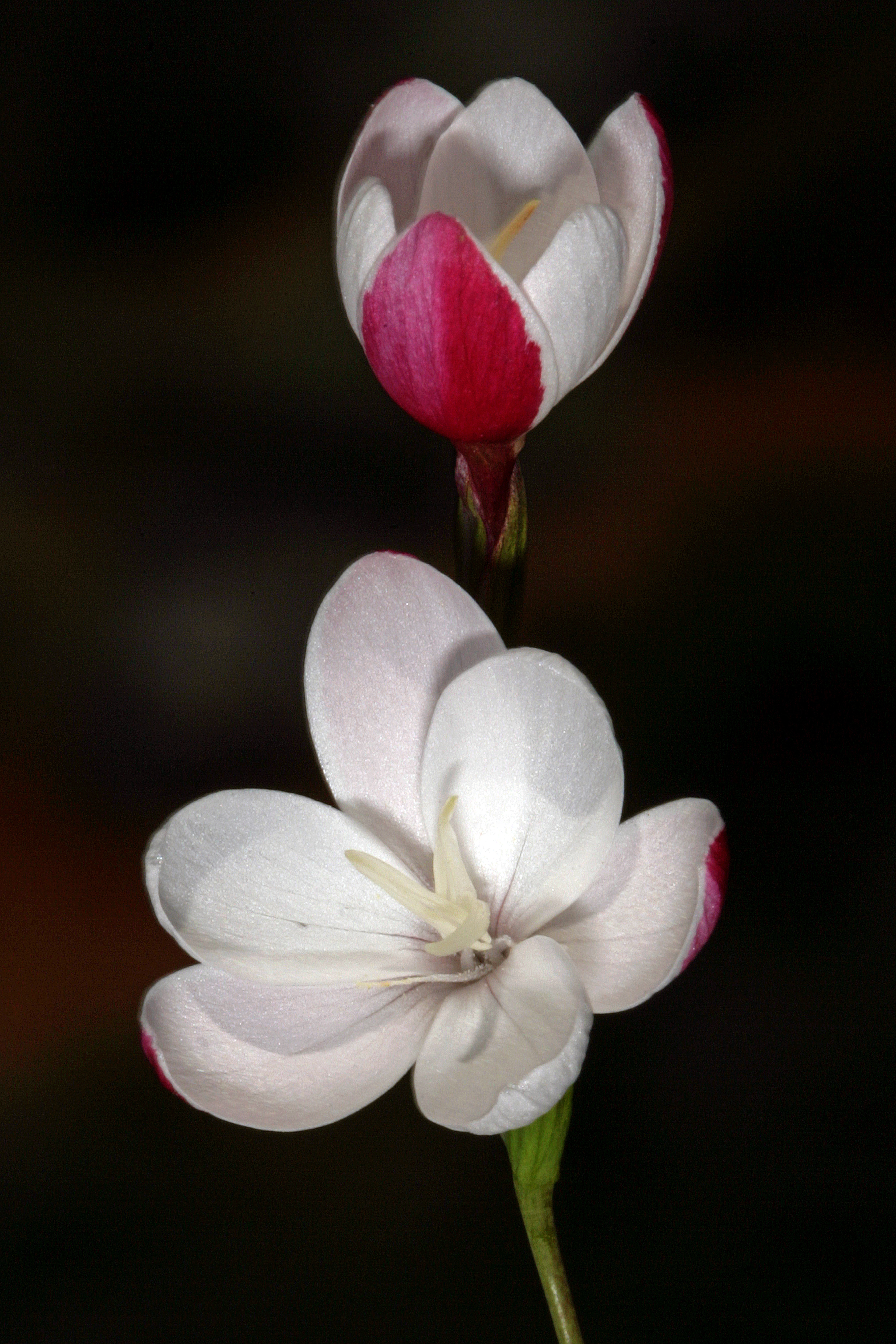
H. cuccullata

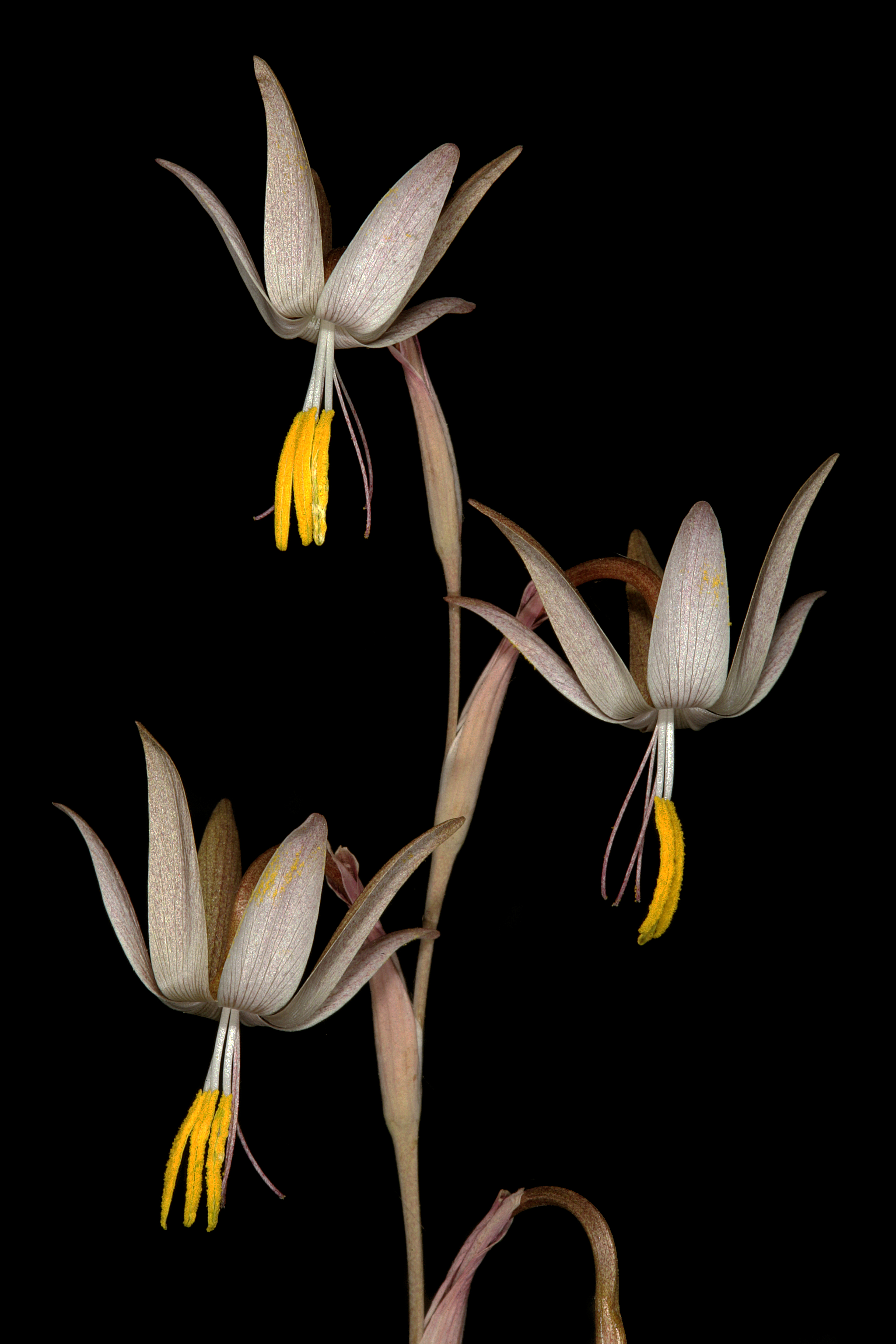
H. longicollis

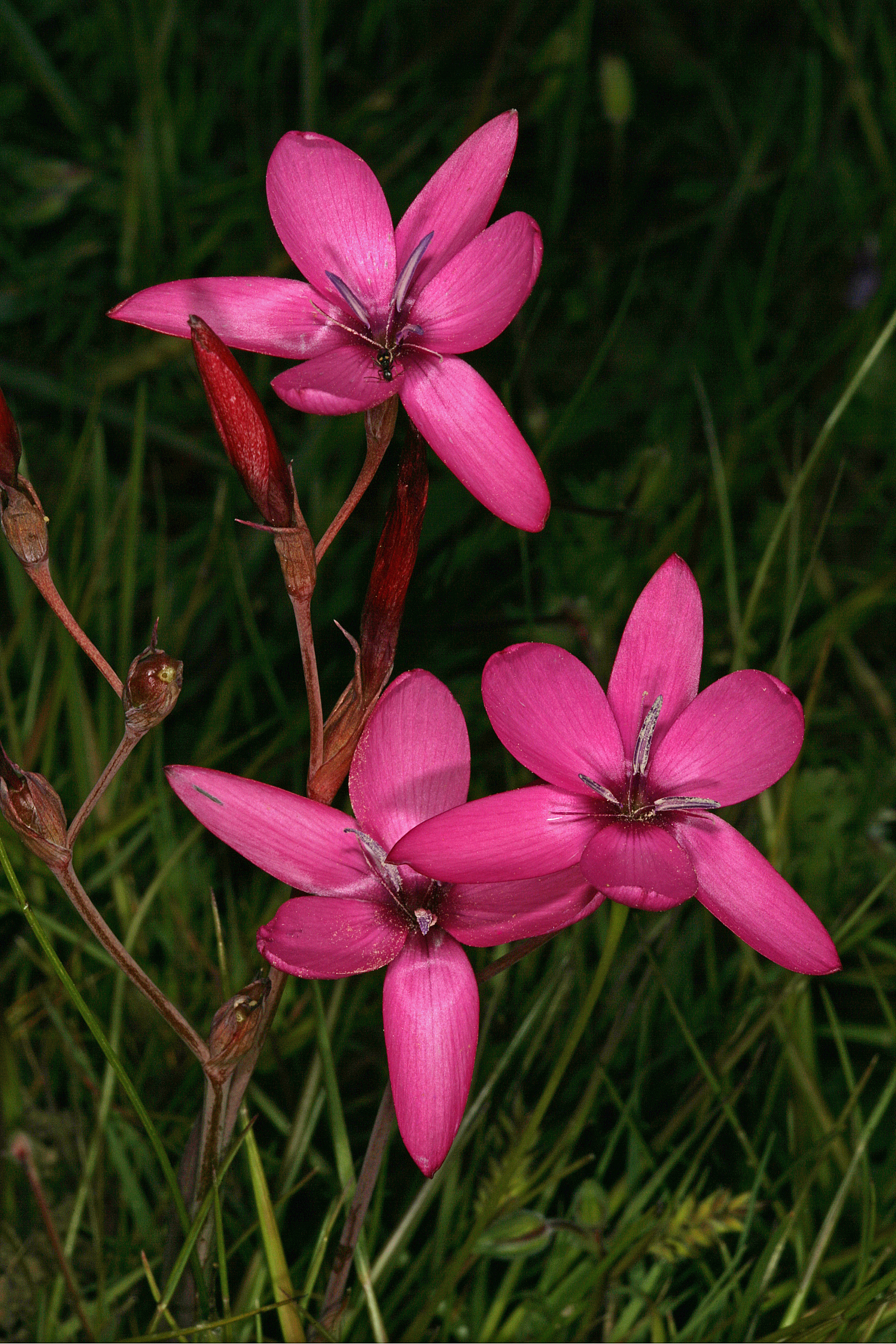
H. pauciflora

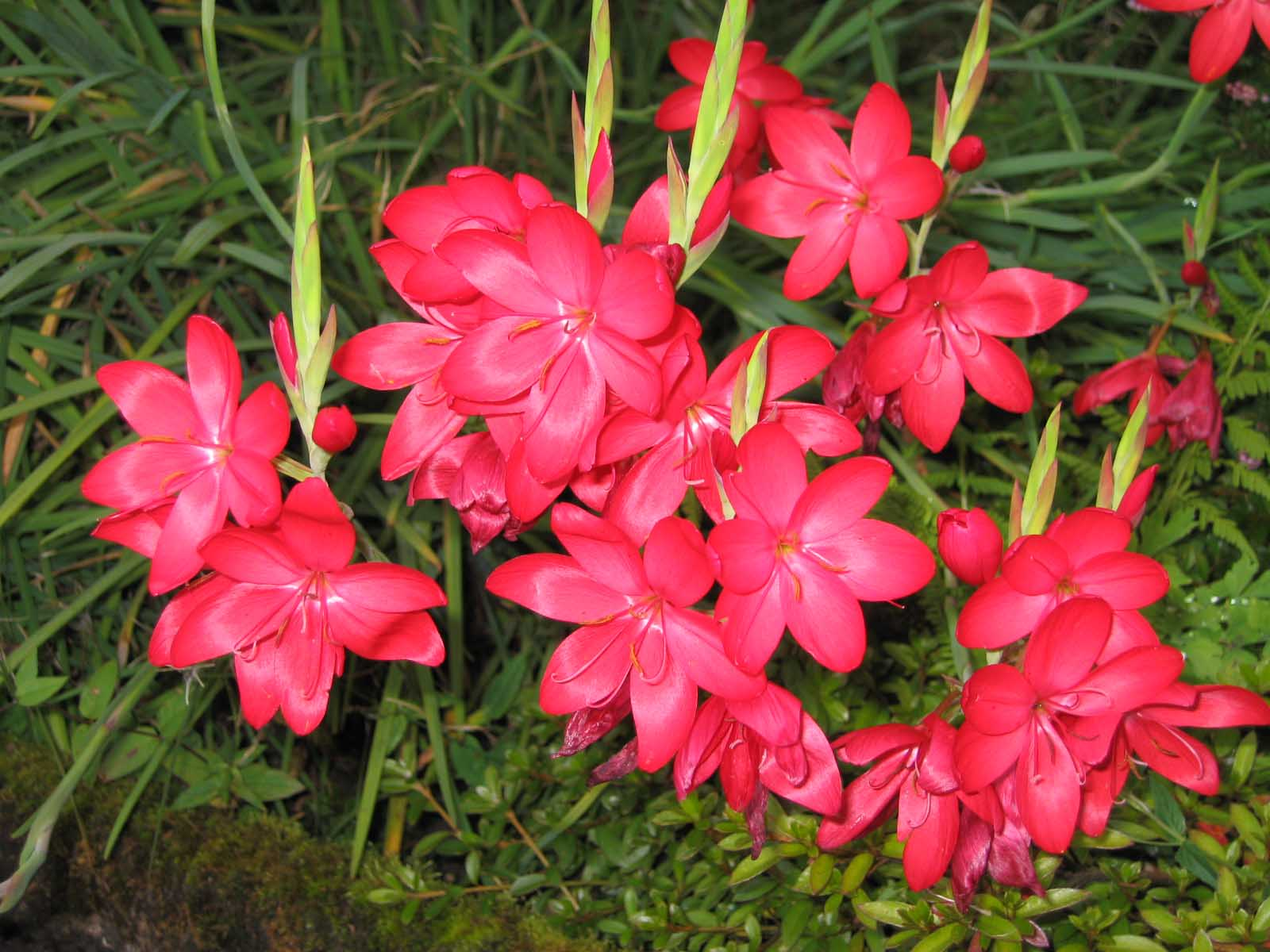
H. coccinea

Hesperantha Ker-Gawler – rodzaj roślin należący do rodziny kosaćcowatych (Iridaceae), obejmujący 91 gatunków występujących naturalnie w Kamerunie oraz wschodniej i południowej Afryce, na obszarze od Etiopii do RPA. Główne skupiska występowania roślin z tego rodzaju to południowo-zachodni Kraj Przylądkowy, zachodni Karru i Góry Smocze. Dwa gatunki (H. falcata i H. graminifolia) zostały introdukowane do wschodniej i południowej Australii, a jeden (H. coccinea) na Tasmanię, gdzie uległy naturalizacji.

## Morfologia
PokrójRośliny zielne przechodzące okres spoczynku, niewielkie, rzadko o wysokości przekraczającej 15–20 cm.
PędPodziemna bulwocebula, kulista do jajowatej lub dzwonkowatej, niekiedy z wybrzuszeniem u nasady, z którego wyrastają korzenie, rzadziej bulwocebula jest zredukowana i podobna do kłącza (H. coccinea). Pęd podziemny pokryty tuniką, zdrewniałą lub rzadziej twardą i papierowatą.
LiścieDwa lub trzy dolne liście dolne są błoniastymi katafilami. Liści właściwych jest od dwóch do kilku, unifacjalnych, z wyraźnie uwidocznioną żyłką centralną. Blaszki liściowe płaskie do cylindrycznych w przekroju, niekiedy z pogrubionymi brzegami i żyłką centralną, czasami owłosione.
KwiatyPęd kwiatostanowy wyprostowany lub podziemny, prosty lub rozgałęziony, cylindryczny w przekroju. Kwiaty zebrane w kłos, rzadko roślina tworzy jeden lub dwa kwiaty. Kwiaty zwykle promieniste, kółkowate do talerzykowatych lub zwieszonych, głównie białe lub różowe, ale u niektórych gatunków również żółte, niebieskie do fioletowych, purpurowe lub czerwone. Często pachnące, zwykle wieczorem. Listki okwiatu w dolnej części zrośnięte w cylindryczną, czasami zagiętą wierzchołkowo rurkę, wyżej wolne, rozwarte lub rzadziej zakrzywione. Pręciki położone symetrycznie, rzadziej jednostronnie i wygięte w dół. Szyjka słupka nitkowata, charakterystycznie dla roślin z tego rodzaju rozgałęziająca się na wysokości lub poniżej gardzieli rurki okwiatu, na nitkowate, długie i smukłe rozgałęzienia.
OwoceTorebki, kuliste do podługowatych lub cylindrycznych, niekiedy pękające jedynie na jednej trzeciej swojej długości. Nasiona kuliste do kanciastych, spłaszczone na końcu chalazalnym, niekiedy lekko skrzydełkowate.
Rośliny podobneRośliny z rodzaju Geissorhiza często są mylone z Hesperantha. Te drugie wyróżnia jednak charakterystyczne nitkowate rozgałęzienie szyjki słupka.

## Biologia
RozwójWieloletnie geofity cebulowe. Kwiaty gatunków o białym okwiecie otwierają się późnym popołudniem i pozostają otwarte do nocy, wydzielając silny, słodki zapach, często z korzennymi nutami cynamonu lub goździków, są zapylane głównie przez ćmy z rodzin sówkowatych i Depanogynidae, a przed zmierzchem także przez pszczoły. Kwiaty gatunków o okwiecie kolorowym otwierają się w ciągu dnia, przy czym pachnące są tylko kwiaty o jasnych kolorach, które zapylane przez pszczoły, głównie z gatunku pszczoła miodna oraz z rodzaju Anthophora lub Amegilla. Wyjątkiem jest H. erecta, o białych kwiatach, które otwierają się w ciągu dnia i wydzielają zapach imitujący aromat orchidei z rodzaju Pterygodium, wabiąc pszczoły, które są zapylaczami tych orchidei. Również niektóre gatunki o ciemnoczerwonych, purpurowych lub fioletowych kwiatach (jak H. latifolia, H. grandiflora, H. scopulosa i H. coccinea) są wyjątkiem od wskazanej powyżej reguły. Listki okwiatu tych roślin formują długą 2- lub 3-centymetrową rurkę, u nasady której produkowany jest nektar. Jest on niedostępny dla pszczół, ale pozostaje w zasięgu muchówek krótkoczułkich z gatunków Prosoeca peringueyi i Prosoeca ganglbaueri, wyposażonych w wystarczająco długą ssawkę. Niektóre gatunki o kwiatach kremowych i żółtych i długich rurkach okwiatu (np. H. muirii, H. pallescens) są zapylane przez bąkowate z rodzaju Philoliche. H. coccinea jest zapylana również przez duże motyle z rodziny paziowatych oraz z rodzaju Aeropetes. Szczególną strategię zapylania przyjęły rośliny z gatunku H. vaginata o dużych kwiatach w kolorze żółtym i czekoladowym. Kwitną one w innej porze roku, wabiąc chrabąszcze z plemienia Hopliini, które na nich kopulują.
GenetykaKomórki roślin z rodzaju Hesperentha zawierają 13 par chromosomów homologicznych (x=13).

## Systematyka
Rodzaj z plemienia Croceae, z podrodziny Crocoideae z rodziny kosaćcowatych (Iridaceae).
Peter Goldblatt, południowoafrykański botanik, kurator Ogrodu Botanicznego Missouri i badacz tego rodzaju, w pracach opublikowanych w latach 1982, 1984 oraz 2003, zaproponował jego podział na sekcje. Według przeglądu porównawczego rodzaju z 2003 roku Goldblatt podzielił rodzaj na trzy sekcje, uznając jako zasadnicze kryterium podziału charakterystykę bulwocebul:
- Concentrica, obejmującą większość opisanych wówczas gatunków (np. H. rupicola, H. coccinea, H. grandiflora), o bulwocebulach asymetrycznych, z zaokrągloną nasadą i kwiatach zwykle z prostą rurką okwiatu,
- Hesperantha, z kilkoma gatunkami (np. H. falcata), o relatywnie dużych, symetrycznych i dzwonkowatych bulwocebulach z nasadą płaską, poziomą lub skośną, pokrytych tuniką, która pozostaje cała, i kwiatach z prostą rurką okwiatu,
- Radiata, z kilkoma gatunkami (np. H. radiata), o relatywnie dużych, symetrycznych i dzwonkowatych bulwocebulach z nasadą płaską, poziomą lub skośną, pokrytych tuniką, która jest pofałdowana i frędzelkowata u nasady, i kwiatach z mocno zakrzywioną rurką okwiatu.

Gatunki
- Hesperantha alborosea Hilliard & B.L.Burtt
- Hesperantha altimontana Goldblatt
- Hesperantha bachmannii Baker
- Hesperantha ballii Wild
- Hesperantha baurii Baker
- Hesperantha brevicaulis (Baker) G.J.Lewis
- Hesperantha brevifolia Goldblatt
- Hesperantha brevistyla Goldblatt
- Hesperantha bulbifera Baker
- Hesperantha candida Baker
- Hesperantha cedarmontana Goldblatt
- Hesperantha ciliolata Goldblatt
- Hesperantha coccinea (Backh. & Harv.) Goldblatt & J.C.Manning
- Hesperantha crocopsis Hilliard & B.L.Burtt
- Hesperantha cucullata Klatt
- Hesperantha curvula Hilliard & B.L.Burtt
- Hesperantha debilis Goldblatt
- Hesperantha decipiens Goldblatt
- Hesperantha dolomitica Goldblatt & J.C.Manning
- Hesperantha elsiae Goldblatt
- Hesperantha erecta (Baker) Benth. ex Baker
- Hesperantha eremophila Goldblatt & J.C.Manning
- Hesperantha exiliflora Goldblatt
- Hesperantha falcata (L.f.) Ker Gawl.
- Hesperantha fibrosa Baker
- Hesperantha filiformis Goldblatt & J.C.Manning
- Hesperantha flava G.J.Lewis
- Hesperantha flexuosa Klatt
- Hesperantha glabrescens Goldblatt
- Hesperantha glareosa Hilliard & B.L.Burtt
- Hesperantha gracilis Baker
- Hesperantha grandiflora G.J.Lewis
- Hesperantha hantamensis Schltr. ex R.C.Foster
- Hesperantha helmei Goldblatt & J.C.Manning
- Hesperantha humilis Baker
- Hesperantha hutchingsiae Hilliard & B.L.Burtt
- Hesperantha huttonii (Baker) Hilliard & B.L.Burtt
- Hesperantha hygrophila Hilliard & B.L.Burtt
- Hesperantha inconspicua (Baker) Goldblatt
- Hesperantha ingeliensis Hilliard & B.L.Burtt
- Hesperantha juncifolia Goldblatt
- Hesperantha karooica Goldblatt
- Hesperantha kiaratayloriae  Goldblatt & J.C.Manning
- Hesperantha lactea Baker
- Hesperantha latifolia (Klatt) M.P.de Vos
- Hesperantha laxifolia Goldblatt & J.C.Manning
- Hesperantha leucantha Baker
- Hesperantha lithicola J.C.Manning & Goldblatt
- Hesperantha longicollis Baker
- Hesperantha longistyla J.C.Manning & Goldblatt
- Hesperantha longituba (Klatt) Baker
- Hesperantha luticola Goldblatt
- Hesperantha malvina Goldblatt
- Hesperantha marlothii R.C.Foster
- Hesperantha minima (Baker) R.C.Foster
- Hesperantha modesta Baker
- Hesperantha montigena Goldblatt
- Hesperantha muirii (L.Bolus) G.J.Lewis
- Hesperantha namaquana Goldblatt
- Hesperantha oligantha (Diels) Goldblatt
- Hesperantha pallescens Goldblatt
- Hesperantha palustris Goldblatt & J.C.Manning
- Hesperantha pauciflora G.J.Lewis
- Hesperantha petitiana (A.Rich.) Baker
- Hesperantha pilosa (L.f.) Ker Gawl.
- Hesperantha pseudopilosa Goldblatt
- Hesperantha pubinervia Hilliard & B.L.Burtt
- Hesperantha pulchra Baker
- Hesperantha purpurea Goldblatt
- Hesperantha qrangula Goldblatt
- Hesperantha radiata (Jacq.) Ker Gawl.
- Hesperantha rivulicola Goldblatt
- Hesperantha rupestris N.E.Br. ex R.C.Foster
- Hesperantha rupicola Goldblatt
- Hesperantha saldanhae Goldblatt
- Hesperantha saxicola Goldblatt
- Hesperantha schelpeana Hilliard & B.L.Burtt
- Hesperantha schlechteri (Baker) R.C.Foster
- Hesperantha scopulosa Hilliard & B.L.Burtt
- Hesperantha secunda Goldblatt & J.C.Manning
- Hesperantha similis N.E.Br. ex R.C.Foster
- Hesperantha spicata (Burm.f.) N.E.Br.
- Hesperantha stenosiphon Goldblatt
- Hesperantha sufflava Goldblatt
- Hesperantha teretifolia Goldblatt
- Hesperantha truncatula Goldblatt
- Hesperantha umbricola Goldblatt
- Hesperantha vaginata (Sweet) Goldblatt
- Hesperantha vernalis Hilliard & B.L.Burtt
- Hesperantha woodii Baker

## Nazewnictwo
Etymologia nazwy naukowejNazwa naukowa pochodzi od greckich słów εσπέρα (espera – wieczór) i άνθος (anthos – kwiat) i odnosi się do czasu kwitnienia tych roślin.
Nazwy zwyczajowe w języku polskimW Słowniku polskich imion rodzajów oraz wyższych skupień roślin z roku 1900 Józef Rostafiński wymienił Hesperantha pod polską nazwą iksyjka. Nazwa ta jednak nie jest przywołana w innych słownikach.
Synonimy taksonomiczne
- Hesperanthus Salisb., Trans. Hort. Soc. London 1: 321 (1812).
- Schizostylis Backh. & Harv., Bot. Mag. 90: t. 5422 (1864).

## Zagrożenie i ochrona
35 gatunków tej rośliny zostało ujętych na czerwonych listach gatunków zagrożonych wyginięciem, głównie w Afryce Południowej, ale także w Zimbabwe (H. ballii), Lesotho (H. crocopsis) i Eswatini (H. umbricola). Cztery gatunki zostały uznane za krytycznie zagrożone: H. oligantha, H. pallescens, H. saldanhae i H. spicata.

## Zastosowania
Niektóre gatunki z tego rodzaju są cenionymi i rozpowszechnionymi roślinami ozdobnymi. Najbardziej popularnym uprawianym gatunkiem jest Hesperantha coccinea o jasnych i czerwonych kwiatach. Jest też uprawiana na kwiat cięty. Do 1996 r. gatunek ten był wydzielony do odrębnego rodzaju Schizostylis i pod tą nazwą nadal może występować w sprzedaży. Stworzono wiele kultywarów tego gatunku. Cztery z nich: ‘Jennifer’, ‘Major’, ‘Sunrise’ i ‘Wilfred H. Bryant’, uzyskały nagrodę Award of Garden Merit Królewskiego Towarzystwa Ogrodniczego (Royal Horticultural Society) w Wielkiej Brytanii.
Oprócz H. coccinea uprawiane są też inne gatunki, np. H. cucullata, H. falcata, H. radiata, H. vaginata i inne.